# Federico Balzaretti
Federico Balzaretti, italijanski nogometaš, * 6. december 1981, Torino, Italija.
Balzaretti je nazadnje igral za Romo, nastopal je na levi ali desni strani obrambne vrste. Od šestega leta starosti je bil član Torina, za katerega je v članski konkurenci debitiral v sezoni 2002/2003, potem ko je nekaj prejšnjih sezon odigral kot posojen igralec za Varese in Sieno. Po koncu sezone 2004/2005, ko si je Torino priigral mesto v Serie A, vendar zaradi finančnih nepravilnosti nato do vstopa med prvoligaše ni prišlo, je Balzaretti kot prost igralec brez odškodnine okrepil Juventus, s katerim je v sezoni 2005/2006 osvojil scudetto.